# David Ananun
David Ananun (Դավիթ Անանուն (Տեր-Դանիելյան); Martakert, 1879 – Astrachan', 1942) è stato un giornalista, storico e politico armeno.
Era nato a Metsshen, nella regione di Martakert, attualmente facente parte della Repubblica del Nagorno Karabakh.
Fu pubblicista, storico e figura pubblica, membro del Partito Democratico Armeno e dal 1905 del Partito Socialdemocratico Hunchakian e diventò ideologo dell'organizzazione sociale del lavoratori denominata սպեցիֆիկներ (spetsifikner).
Lavorò anche a Tbilisi e nella stampa periodica armena a Erevan e tra 1920-1926 fu Direttore del Museo della rivoluzione di Erevan.

## Attività letteraria
Ananun fu autore di opere sulla storia del popolo armeno e su questioni di relazioni interetniche. Nella sua opera in tre volumi "Lo sviluppo sociale degli armeni russi"  ha presentato l'idea della necessità di compattezza del popolo armeno. 
Pubblicò studi riguardanti la questione nazionale ("Questione nazionale e democrazia", serie, "Nor Hossank (Nuova Corrente)", 1913, p. 12) Ananun fu promotore della difesa dell'idea di autonomia culturale-nazionale per la liberazione dei popoli oppressi  proclamando che l'idea comune di nazione possa unire tutte le componenti di una nazione, tutti i suoi gruppi e le sue classi sociali. In questo saggio criticò aspramente Stepan Shahumyan. Per questo incorse nella repressione sovietica.

## Persecuzione politica
Le prime condanne ai lavori forzati avvennero tra il 1927 e il 1928 prima in un campo di deportazione della Transcaucasia, poi in Siberia per tre anni per aver commesso azioni "antirivoluzionarie".
Negli anni '30 fu nuovamente arrestato e accusato di propaganda antisovietica.
Il 14 marzo 1939 la corte distrettuale di Astrachan' lo condanna a otto anni di detenzione e due anni dopo, nel 1941 è condannato dalla stessa corte a 10 anni di reclusione per propaganda antisovietica tra i detenuti.
Morì di stenti nel 1942.

## Opere principali
- Ազգային հարցը և դեմոկրատիան (trad. Questione Nazionale e Democrazia), in «Նոր հոսանք» ("Nor Hossank", "Nuova Corrente"), N.1-2:
- Ռուսահայերի հասարակական զարգացումը, (trad. Lo sviluppo sociale degli armeni russi). 1-3, 1916, 1926: